# Ornans (Ornans)
Ornans korábbi község (település) Franciaországban, Doubs megyében. 2016. január 1-jén Bonnevaux-le-Prieuré községgel egyesült és az azonos nevű Ornans új község része lett.
Lakosainak száma 4308 fő (2018. január 1.). Ornans Bonnevaux-le-Prieuré, Chantrans, Chassagne-Saint-Denis, Flagey, Foucherans, Montgesoye, Saules, Scey-Maisières és Silley-Amancey községekkel határos.

## Népesség
A település népességének változása:
| Lakosok száma | 4265 | 4241 | 4486 | 4295 | 4308 |
|               | 2013 | 2015 | 2016 | 2017 | 2018 |